# L'ull de l'agulla
L'ull de l'agulla (títol original: Eye of the Needle) és una pel·lícula d'espionatge estatunidenca de 1981 dirigida per Richard Marquand i protagonitzada per Donald Sutherland i Kate Nelligan. Basada en la novel·la del mateix títol de Ken Follett, la pel·lícula és sobre un espia alemany a Anglaterra durant la Segona Guerra Mundial que descobreix informació vital sobre el propera invasió del Dia D. En el seu intent de tornar a Alemanya amb la informació, viatja a l'aïllada illa Tempesta enfront de la costa d'Escòcia per trobar-se amb un submarí, però els seus plans es veuen frustrats per un resident jove. Ha estat doblada al català.

## Argument
Un home que es feia dir Henry Faber és en realitat un espia alemany anomenat "l'Agulla" a causa del seu mètode preferit d'assassinat, l'estilet. És un sociòpata fred i calculador, sense emoció se centra en la tasca en qüestió, ja sigui donar senyals a un submarí o esbudellar a un testimoni per evitar l'exposició.
A Anglaterra, ha obtingut informació crítica sobre els plans d'invasió aliats. Tractant de fer el seu camí a Alemanya, es queda encallat per una feroç tempesta a l'illa Tempesta, ocupada només per una dona anomenada Lucy (Kate Nelligan), i el seu marit discapacitat David, el seu fill, i el seu pastor, Tom. Una aventura es desenvolupa entre la dona i l'espia, a causa d'un distanciament entre Lucy i el seu marit, l'accident del qual li ha fet que quedi paralitzat també emocionalment.
Quan David descobreix la veritable identitat del seu convidat, té lloc una lluita, acabant amb l'agulla llançant David per un precipici. Lucy s'adona que el seu amant ha estat mentint després de veure el cadàver del seu marit. "L'Agulla" ha d'arribar a la ràdio de Tom per reportar als seus superiors la ubicació exacta de la invasió del Dia D. Lucy és l'última oportunitat dels aliats. Ell es resisteix a fer-li mal, però ella no té tantes objeccions i li dispara mentre tracta d'escapar en un vaixell.
El Material d'arxiu addicional explica les activitats de Faber quatre anys abans, i de l'accident de David, mentre que un altre final mostra a Lucy rebent ajuda de la intel·ligència britànica.

## Repartiment
- Donald Sutherland: Henry Faber
- Kate Nelligan: Lucy Rose
- Stephen MacKenna: el tinent
- Christopher Cazenove: David Rose
- Philip Martin Brown: Billy Parkin
- George Belbin: el Pare de Lucy
- Faith Brook: la Mare de Lucy
- Barbara Graley: la Mare de David
- George Lee: Constable
- Arthur Lovegrove: Peterson
- Colin Rix: Oliphant
- Barbara Ewing: la senyora Garden
- Patrick Connor: a Inspector Harris
- David Hayman: Canter
- Ian Bannen: a Inspector Godliman
- Alex McCrindle: Tom
- John Bennett: Kleinmann
- Sam Kydd: Lock Guardià
- Juan Pablo: a Guàrdia Capità
- Bill Nighy: el líder de l'esquadró Blenkinsop
- Jonathan i Nicholas Haley com (bessons) Joe (fill de David i Lucy)
- Allan Surtees: el coronel Terry

## Producció
Les escenes de l'Illa Tempesta van ser filmades durant vuit setmanes a l'Illa de Mull, a les Illes Hèbrides Interiors. Alguns llocs de la filmació van ser filmats en l'Aeroport Blackbushe en Yateley.

## Rebuda
Roger Ebert va dir que "admirava la pel·lícula", afirmant que "no s'assembla gens a les pessimistes, perseverants, amb silenci horrible, i, de vegades ombrívoles pel·lícules de guerra que abans es van fer en la indústria cinematogràfica britànica, quan va haver-hi una indústria cinematogràfica britànica ". A Rotten Tomatoes, el 85% dels crítics va donar a la pel·lícula crítiques positives.